# Mike McNeill (football américain)
Pour les articles homonymes, voir Mike McNeill (homonymie) et McNeill.
(en) Statistiques sur pro-football-reference
Mike McNeill (né le 7 mars 1988 à Kirkwood) est un joueur américain de football américain. Il joue avec l'équipe d'entrainement des Rams de Saint-Louis.

## Carrière

### Université
McNeill étudie à l'université du Nebraska où il joue avec l'équipe de football américain des Cornhuskers.

### Professionnel
Mike McNeill n'est sélectionné par aucune équipe lors du draft de la NFL de 2011. Il signe peu de temps après comme agent libre non-drafté avec les Colts d'Indianapolis et joue les matchs de pré-saison. Néanmoins, il est libéré le 13 septembre par la franchise d'Indianapolis mais signe peu de temps après avec l'équipe d'entrainement.